# Die Wirtin von Maria Wörth
Die Wirtin von Maria Wörth ist eine österreichische Filmkomödie von Eduard von Borsody aus dem Jahr 1952. In Deutschland lief der Film unter dem Titel Wirtin vom Wörthersee.

## Handlung
Der Film ist eine österreichische Heimatkomödie, die von der verwitweten Seehotel-Wirtin handelt, die von ihren Zwillingstöchtern mit einem jungen Amerikaner verkuppelt werden soll. Dieser trifft zugleich mit einem rätselhaften Brief aus Amerika in Maria Wörth ein und stiftet hier einige Verwirrung. Die Wirtin verliebt sich in ihn, und ihre Zwillingstöchter helfen mit, das Paar zusammenzubringen. Zuletzt stellt sich heraus, dass der Amerikaner mit dem Briefeschreiber identisch ist.

## Produktion
Gedreht wurde Die Wirtin von Maria Wörth am Wörthersee in Kärnten sowie in Sankt Gilgen im Salzkammergut, in den Sofiensälen in Wien und in den Ateliers in Salzburg-Parsch und Wien-Sievering.
Im Film sind verschiedene Lieder zu hören, darunter Wirtin vom Wörthersee und Zwetschkenknödel-ödel-ödel aus der Feder von Hans Lang (Musik) und Erich Meder (Text), die interpretiert von Maria Andergast und Hans Lang auch auf Platte erschienen sind.

## Kritik
Für den film-dienst war der Film eine „flaue Komödie um Zwetschgenknödel und die Wahl einer "Miß Wörthersee"“. Für die zeitgenössische Kritik von Funk und Film wird in dem Film „die übliche Mischung serviert: Hans Langs ‚Holdrio‘-Musik, interpretiert von Maria Andergast“ sowie eine Reihe von bewährten Komikern.